# Letiště Berlín-Braniborsko
Letiště Berlín-Braniborsko (německy Flughafen Berlin Brandenburg Willy Brandt, IATA kód BER, ICAO kód EDDB) je mezinárodní letiště nacházející se v Schönefeldu jižně od středu Berlína. Jméno nese podle bývalého starosty Západního Berlína a západoněmeckého kancléře Willyho Brandta. Sousedí s berlínským letištěm Schönefeld, 18 kilometrů jižně od centra města, které, vedle letiště Berlín-Tegel, nahradí a stane se tak jediným letištěm obsluhujícím Berlín a Braniborsko, oblast s celkovým počtem 6 milionů obyvatel. Nicméně terminál letiště Schönefeld musí být alespoň na přechodnou dobu zachován jako "terminál 5" nového letiště.
S předpokládaným ročním počtem kolem 34 milionů cestujících by se letiště Berlín-Braniborsko stalo třetím nejrušnějším letištěm v Německu, přičemž by překonalo letiště Düsseldorf, a stalo by se tak jedním z patnácti nejrušnějších v Evropě.
Otevřeno bylo 31. října 2020 a trvale se tím uzavřela již nevyhovující letiště Tegel a Schönefeld. Původně bylo otevření plánováno už o devět let dříve na říjen 2011, pět let po zahájení výstavby v roce 2006. Projekt však narazil na řadu po sobě následujících zpoždění kvůli špatnému plánování, realizaci, správě a korupci. Nové letiště nakonec provozní licenci získalo v květnu 2020, což umožnilo otevření na konci října téhož roku.

## Historie

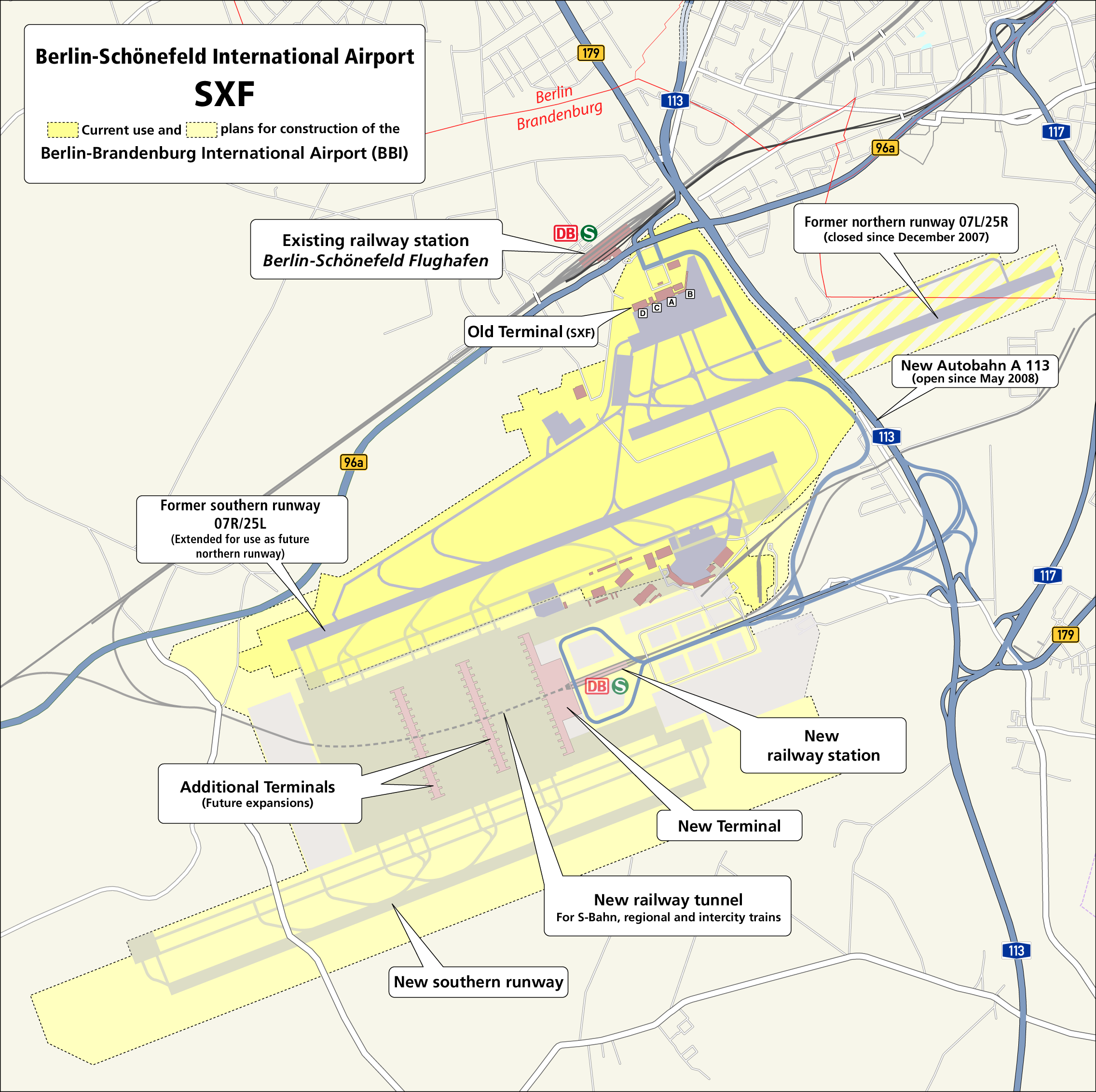
Mapa infrastruktury území Schönefeldu se starým a novým letištěm

Po znovusjednocení Německa v roce 1990 byl sjednocen také Berlín. Západní Berlín měl k dispozici letiště Berlín-Tegel, hlavním pro bývalý Východní Berlín byl Berlin-Schönefeld. Vzhledem k průběžnému nárůstu letecké dopravy a nemožnosti rozšiřovat tato letiště padlo v roce 1996 po třech letech hledání nové lokality pro hlavní berlínské letiště rozhodnutí, že vznikne v blízkosti Schönefeldu. Pro tuto lokalitu hovořila především vhodná dopravní infrastruktura (Schönefeld má napojení na S-Bahn) a blízkost centru metropole. Soutěž na společnost, která by letiště postavila, se uskutečnila v roce 1999 a vítězem se stala firma Hochtief. Vzhledem k právním problémům s výběrovým řízením a žalobám došlo nakonec k výběru finálního investora až o několik let později. Původní plán, že letiště vybuduje a bude i provozovat soukromá společnost, byl nakonec v roce 2003 zcela zamítnut.
Stavební práce byly zahájeny v roce 2006. Obyvatelé dvou vesnic, které se nacházely na ploše letiště, byli přestěhováni pryč a byla uskutečněna jejich finanční kompenzace. Obyvatelé okolních částí Berlína aktivně protestovali proti hluku a podali několik žalob. Město nakonec souhlasilo s tím, že bude finančně kompenzovat jejich zhoršení životních podmínek a např. jim zaplatí odhlučnění a výměnu oken, čímž došlo opět k nárůstu nákladů na stavbu areálu.
Hlavní terminál letiště začal být budován v roce 2008. Původně mělo být letiště otevřeno v roce 2010, ale stavba se stále prodlužuje. Letiště bylo plánováno na obsloužení 34 milionů cestujících ročně, čímž by se stalo třetím nejrušnějším v Německu. Podle původního plánu měla být letiště Tegel a Schönefeld uzavřena hned poté, co by byl zahájen provoz letiště Berlín Braniborsko.

### Technické komplikace
Jen v hlavní budově je přes 30 000 technických problémů. Celkem v celém areálu se jich nacházelo na šedesát tisíc. Základní problém bylo měnění plánů budov během samotné výstavby letiště. Oficiálně je uváděno, že hlavním problémem je protipožární systém letiště. Odsávání kouře je dle dostupných informací provedeno tak, že systém odsává kouř přes podlahu. Realita však ukazuje jiný fakt, a to takový, že odsávací systém je zabudován v hlavní hale do stropu, ovšem samotný kouř je veden ventilací do podzemních prostor. Kromě ventilace bylo nezbytné samotný projekt letiště upravit, především přebudovat kabeláž a položit šest tisíc nových kabelů. Prodloužení stavebních prací si vyžádalo zvýšené náklady na stavbu letiště. Zatímco měla vláda státu Braniborska a města Berlína proinvestovat 2,5 miliard €, do roku 2016 bylo utraceno již 6,5 mld. €.
Termín otevření byl 31. října 2020, první letadlo zde přistálo 4. listopadu 2020.

## Galerie

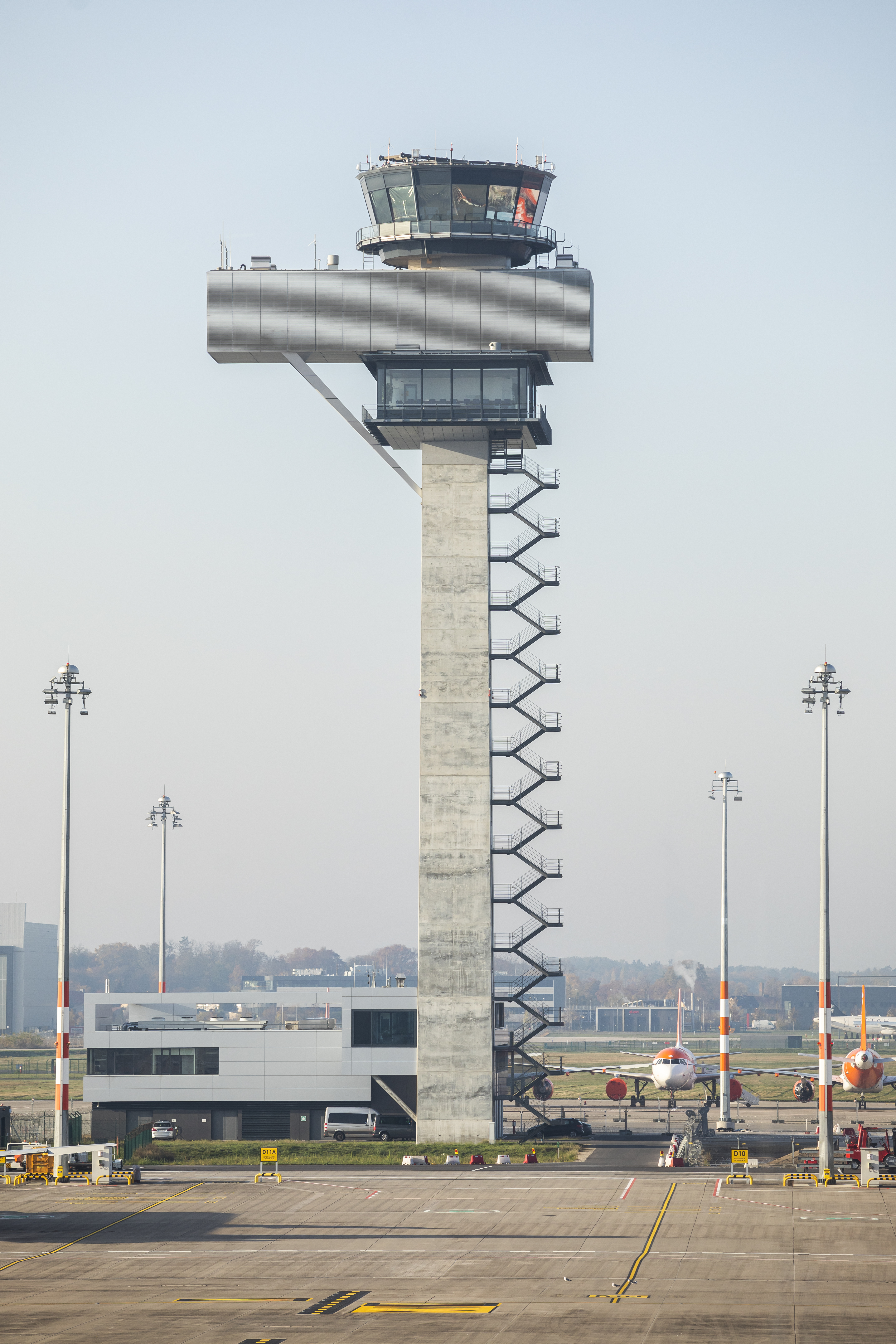
Řídicí věž
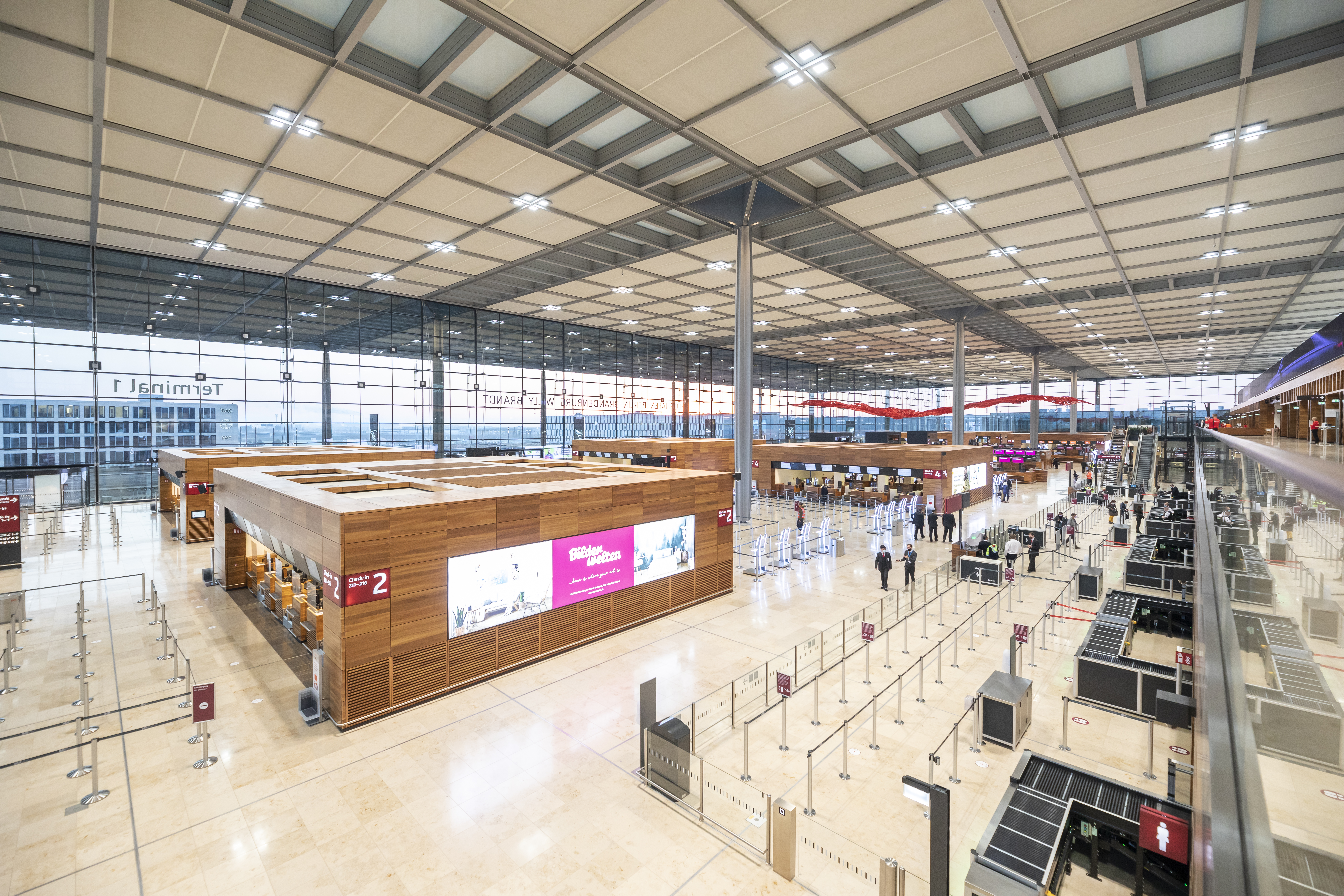
Interiér hlavního terminálu
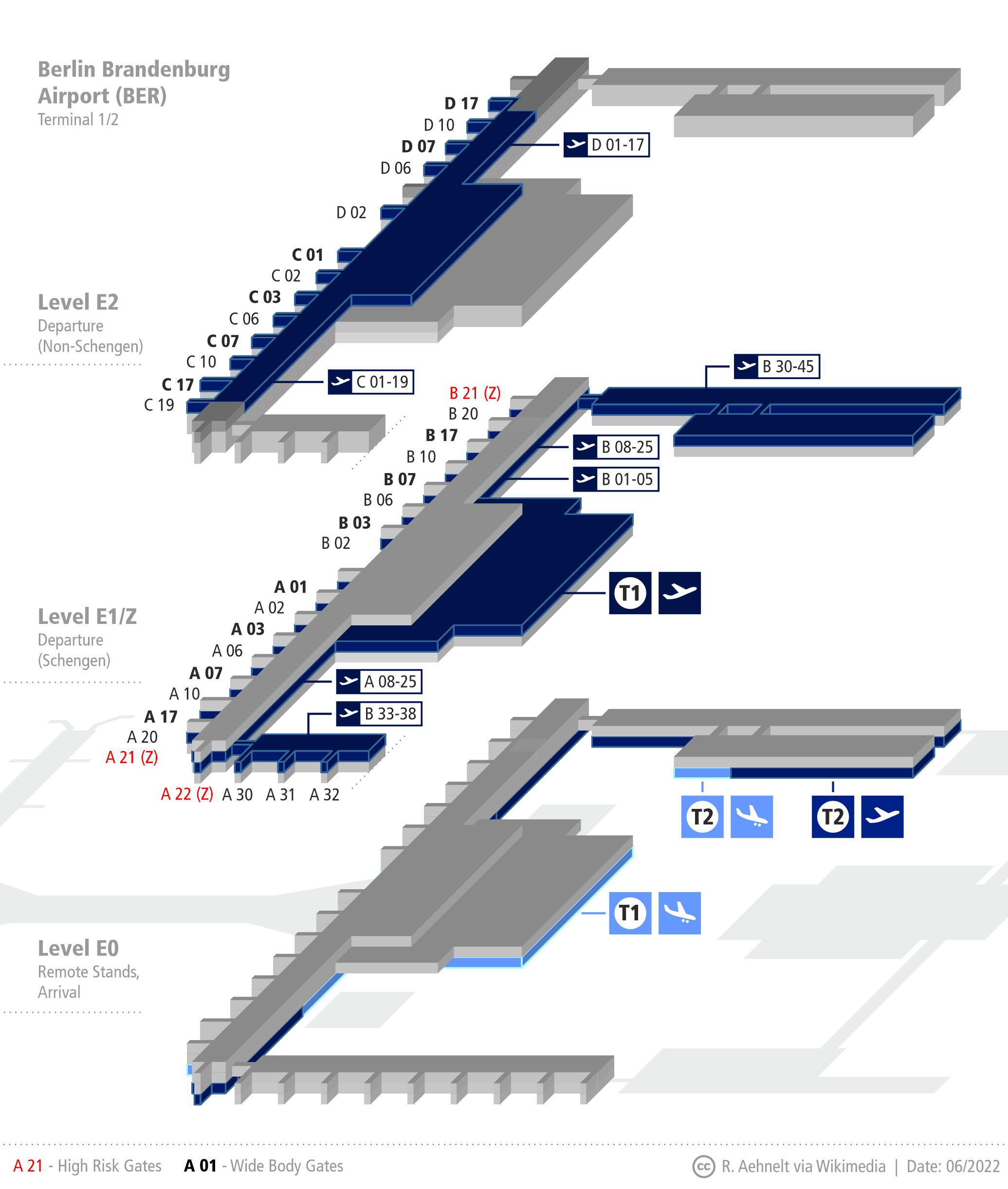
Schéma terminálů
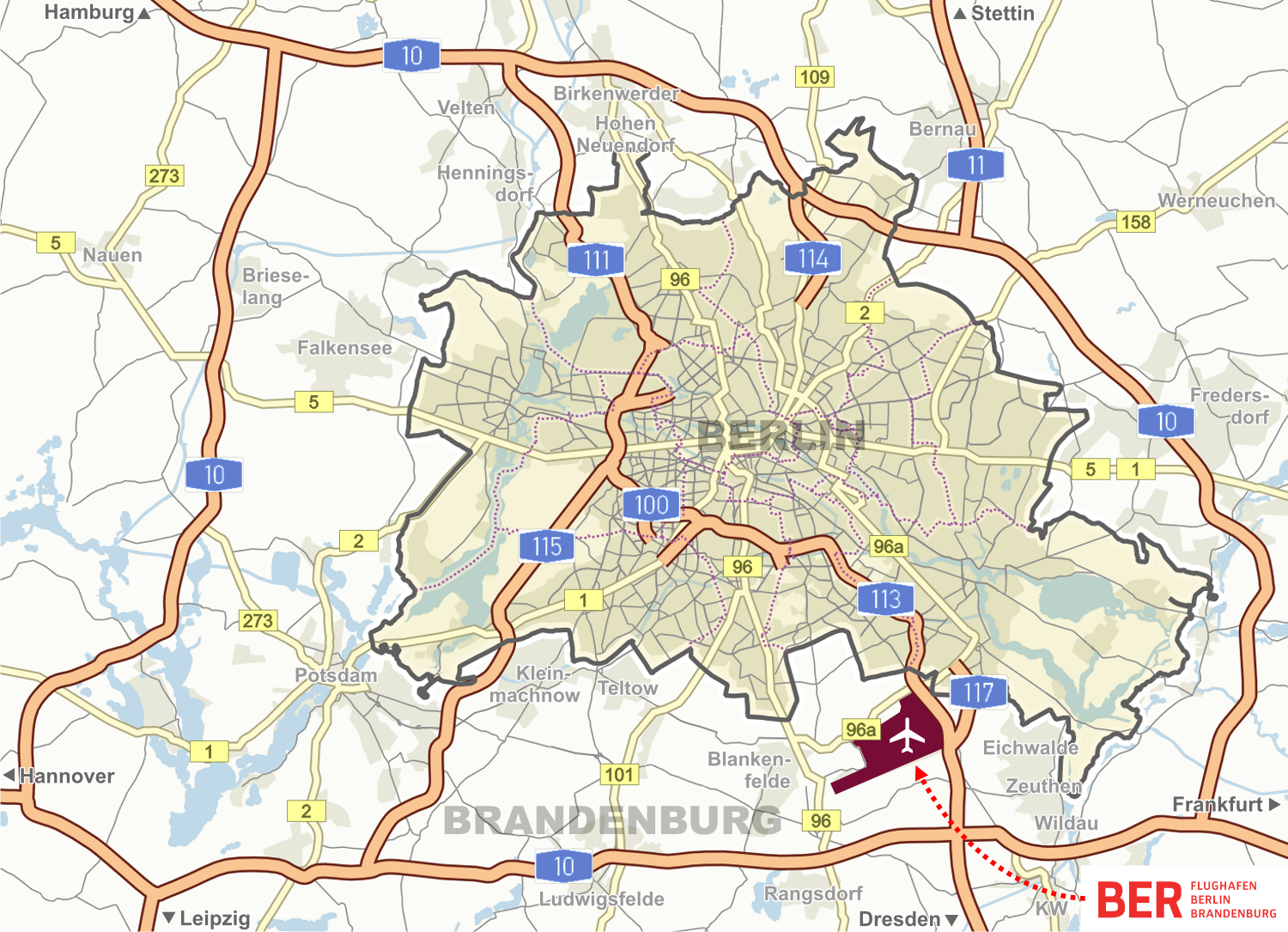
Hlavní silnice v Berlíně